# 汶萊—美國關係
文莱和美国的关系可以追溯到19世纪。1845年4月6日，美国宪法号帆船护卫舰访问文莱。两国于1850年缔结了一项和平、友好、贸易和航海条约，至今仍然有效。从1865年到1867年，美国在文莱一直设有领事馆。

## 外交访问
2013年，美国总统巴拉克·奥巴马原计划访问文莱参加东盟峰会，但由于美国政府停摆，国务卿约翰·克里代替了奥巴马。
几个月后，文莱苏丹对美国进行了国事访问，并会见了奥巴马。

## 历史
美国于1984年1月1日欢迎文莱从英国完全独立，并于当日在斯里巴加湾港开设了大使馆。文莱也于1984年3月在华盛顿特区开设了大使馆。文莱武装部队与美国进行联合演习、训练项目和其他军事合作。
1993年7月29日，文莱加入美国免签证计划正式生效，文莱成为继日本之后第二个加入该计划的亚洲国家，也成为唯一加入该计划的伊斯兰国家。
1994年11月29日，两国签署了关于防务合作的谅解备忘录。文莱苏丹于2002年12月访问了华盛顿。